# Idroscalo di Ostia
L'idroscalo Lido di Roma - "Carlo Del Prete", meglio noto come Idroscalo di Ostia, è stato un aeroporto per idrovolanti ed aerei anfibi civili e militari sito alla foce del Tevere nella frazione litoranea di Ostia.
Importante scalo aeroportuale della capitale fu spesso utilizzato per il trasporto di personalità illustri italiane ed internazionali, divenendo noto per esser stato il punto d'arrivo della Crociera delle Due Americhe di Francesco de Pinedo nel 1927 e della Crociera aerea del Decennale di Italo Balbo nel 1933. Dopo la seconda guerra mondiale l'idroscalo fu dismesso e pur rimanendo di proprietà statale fu oggetto di un insediamento spontaneo le cui caratteristiche ispirarono diversi registi tra cui Federico Fellini, Nanni Moretti, Claudio Caligari e Pier Paolo Pasolini, che proprio nei pressi dell'ex idroscalo trovò la morte il 2 novembre 1975. L'area fu più volte interessata da tentativi di recupero e valorizzazione culminati nella costruzione del Porto turistico di Roma e dell'adiacente area protetta del Centro Habitat Mediterraneo nel 2001.

## Storia
L'idroscalo fu realizzato una prima volta su progetto dell'ingegnere Raffaele Tarantini per effettuare il collegamento aereo diretto tra Roma e le coste nordafricane; fu inaugurato nel 1919 ma ebbe vita breve a causa dell'erosione che portò alla sua dismissione nel 1922. Quattro anni dopo tuttavia, il 3 marzo 1926, l'idroscalo fu riaperto e successivamente inglobò la rinascimentale tor San Michele, restaurata e adibita a faro. Dopo il 1928 fu dedicato a Carlo Del Prete, aviatore detentore di diversi record di permanenza in volo e di distanza percorsa nonché Medaglia d'oro al valore aeronautico.
L'area fu presto circondata da numerosi cantieri navali ed aeronautici (tra cui spiccò lo SAIMAN) col trasferimento di alcuni maestri d'ascia toscani che vi fondarono la Cooperativa Navale di Ostia ed ospitò le maggiori compagnie aeree italiane dell'epoca ossia la Società Aerea Mediterranea e l'Ala Littoria (che vi operava la Linea dell'Impero Roma-Addis Abeba). L'idroscalo fu il punto di arrivo della Crociera delle Due Americhe di Francesco de Pinedo nel 1927 e della squadra aerea guidata da Italo Balbo della crociera aerea del Decennale il 12 agosto 1933. Per lo scalo vi transitarono anche Carina Massone Negrone, Rosina Ferrario e Gaby Angelini.
Nel 1929 l'artista futurista Gerardo Dottori ornò le pareti della sala d'aspetto dell'aeroporto con una decorazione aviatoria, un importante esempio di aeropittura del quale rimane solo un bozzetto.
Nel 1943 le forze naziste convinte che lo sbarco alleato sarebbe avvenuto sulle sponde di Ostia distrussero diversi punti sensibili della città tra cui le principali strutture dell'idroscalo che dopo allora fu praticamente abbandonato.
I pescatori romani vi costruirono nel corso degli anni '60 un insediamento spontaneo che si espanse notevolmente anche con l'arrivo di migranti comunitari ed extracomunitari.
L'area è stata spesso al centro di polemiche sia per il rischio di esondazione del fiume e dell'erosione della costa, che portò nel 2010 allo sgombero e demolizione di circa 35 abitazioni col trasferimento degli abitanti in un residence su ordinanza del sindaco Gianni Alemanno, che per gli episodi di degrado e scarsa sicurezza (venendo anche erroneamente associato alla vicina area di Ostia Nuova).
Sul finire degli anni '90 il comune di Roma propose la realizzazione del Porto turistico e di un'adiacente area protetta gestita dalla Lega Italiana Protezione Uccelli (LIPU); i lavori iniziarono nel 1998 ad opera della società ATI S.p.A. (Attività Turistiche Imprenditoriali) dopo l'autorizzazione della Capitaneria di porto per concludersi nel 2001.

## Nella cultura di massa
I maggiori eventi presso l'idroscalo furono ripresi e trasmessi dall'Istituto Luce e sono conservati nell'Archivio Luce.
L'area dell'ex idroscalo ispirò diversi registi italiani; ad esempio Claudio Caligari ambientò gran parte di Amore tossico (1983) sulla spiaggia di Ostia dove fu poi realizzato il Porto turistico, in memoria di Pier Paolo Pasolini, che definì la borgata dell'Idroscalo come "luogo febbricitante di attualità" e che vi trovò la morte il 2 novembre 1975. Altre celebri apparizioni dell'area dell'Idroscalo sono in 8½ (1963) di Federico Fellini e Caro diario (1993) di Nanni Moretti.
Nel 2020 ad Alice nella città è stato presentato un docufilm diretto da Francesca Mazzoleni intitolato Punta sacra per raccontare la storia di quella che è stata definita come "l'ultima borgata di Roma".